# حيمر لابدة
حيمر لابدة قرية سوريّة تتبع إداريّاً لمحافظة حلب منطقة منبج ناحية أبو قلقل، بلغ تعداد سكانها 3,681 نسمة حسب التعداد السكاني لعام 2004.